# Abel Aguilar
Abel Enrique Aguilar Tapias (Bogotà, 6 gennaio 1985) è un ex calciatore colombiano, di ruolo centrocampista.

## Carriera

### Club
In Colombia ha giocato nel Deportivo Cali.
Nel 2005 è arrivato in Italia insieme a Cristián Zapata all'Udinese, che lo ha ceduto in prestito prima all'Ascoli e poi in Spagna a Xerez, Hercules e Real Saragozza.
Il 7 agosto 2010 è stato acquistato dall'Hercules.
Il 26 luglio 2012 viene ufficializzato il prestito dall'Hércules al Deportivo La Coruña.

### Nazionale
È stato il capitano delle Nazionali colombiane Under-17 e Under-20. Fece parte della squadra Under-20 che si classificò terza al Campionato mondiale di calcio Under-20 2003. Ha debuttato con la nazionale colombiana il 27 giugno 2004 in un'amichevole vinta per 2-0 contro l'Argentina. Il 12 luglio successivo, segna la sua prima rete in nazionale durante la Copa América 2004 contro il Perù.

## Statistiche

### Cronologia presenze e reti in nazionale
| Cronologia completa delle presenze e delle reti in nazionale ― Colombia | Cronologia completa delle presenze e delle reti in nazionale ― Colombia | Cronologia completa delle presenze e delle reti in nazionale ― Colombia | Cronologia completa delle presenze e delle reti in nazionale ― Colombia | Cronologia completa delle presenze e delle reti in nazionale ― Colombia | Cronologia completa delle presenze e delle reti in nazionale ― Colombia | Cronologia completa delle presenze e delle reti in nazionale ― Colombia | Cronologia completa delle presenze e delle reti in nazionale ― Colombia |
| Data                                                                    | Città                                                                   | In casa                                                                 | Risultato                                                               | Ospiti                                                                  | Competizione                                                            | Reti                                                                    | Note                                                                    |
| ----------------------------------------------------------------------- | ----------------------------------------------------------------------- | ----------------------------------------------------------------------- | ----------------------------------------------------------------------- | ----------------------------------------------------------------------- | ----------------------------------------------------------------------- | ----------------------------------------------------------------------- | ----------------------------------------------------------------------- |
| 27-6-2004                                                               | Miami                                                                   | Argentina                                                               | 0 – 2                                                                   | Colombia                                                                | Amichevole                                                              | -                                                                       | 33’                                                                     |
| 6-7-2004                                                                | Lima                                                                    | Colombia                                                                | 1 – 0                                                                   | Venezuela                                                               | Coppa America 2004 - 1º turno                                           | -                                                                       | 76’                                                                     |
| 6-7-2004                                                                | Lima                                                                    | Colombia                                                                | 1 – 0                                                                   | Bolivia                                                                 | Coppa America 2004 - 1º turno                                           | -                                                                       | 84’                                                                     |
| 12-7-2004                                                               | Trujillo                                                                | Perù                                                                    | 2 – 2                                                                   | Colombia                                                                | Coppa America 2004 - 1º turno                                           | 1                                                                       |                                                                         |
| 17-7-2004                                                               | Trujillo                                                                | Colombia                                                                | 2 – 0                                                                   | Costa Rica                                                              | Coppa America 2004 - Quarti di finale                                   | 1                                                                       |                                                                         |
| 20-7-2004                                                               | Lima                                                                    | Argentina                                                               | 3 – 0                                                                   | Colombia                                                                | Coppa America 2004 - Semifinale                                         | -                                                                       | 33’ 57’                                                                 |
| 24-7-2004                                                               | Cusco                                                                   | Colombia                                                                | 1 – 2                                                                   | Uruguay                                                                 | Coppa America 2004 - Finale 3º posto                                    | -                                                                       |                                                                         |
| 6-7-2005                                                                | Miami                                                                   | Colombia                                                                | 0 – 1                                                                   | Panama                                                                  | Gold Cup 2005 - 1º turno                                                | -                                                                       | 69’                                                                     |
| 9-7-2005                                                                | Miami                                                                   | Honduras                                                                | 2 – 1                                                                   | Colombia                                                                | Gold Cup 2005 - 1º turno                                                | -                                                                       | 46’                                                                     |
| 11-7-2005                                                               | Miami                                                                   | Colombia                                                                | 2 – 0                                                                   | Trinidad e Tobago                                                       | Gold Cup 2005 - 1º turno                                                | 1                                                                       |                                                                         |
| 17-7-2005                                                               | Houston                                                                 | Messico                                                                 | 1 – 2                                                                   | Colombia                                                                | Gold Cup 2005 - Quarti di finale                                        | 1                                                                       |                                                                         |
| 21-7-2005                                                               | New York                                                                | Colombia                                                                | 2 – 3                                                                   | Panama                                                                  | Gold Cup 2005 - Semifinale                                              | -                                                                       |                                                                         |
| 15-10-2008                                                              | Rio de Janeiro                                                          | Brasile                                                                 | 0 – 0                                                                   | Colombia                                                                | Qual. Mondiali 2010                                                     | -                                                                       | 66’                                                                     |
| 11-2-2009                                                               | Pereira                                                                 | Colombia                                                                | 2 – 0                                                                   | Haiti                                                                   | Amichevole                                                              | -                                                                       | 55’                                                                     |
| 28-3-2009                                                               | Bogotà                                                                  | Colombia                                                                | 2 – 0                                                                   | Bolivia                                                                 | Qual. Mondiali 2010                                                     | -                                                                       |                                                                         |
| 31-3-2009                                                               | Puerto Ordaz                                                            | Venezuela                                                               | 2 – 0                                                                   | Colombia                                                                | Qual. Mondiali 2010                                                     | -                                                                       | 11’, 27’                                                                |
| 10-6-2009                                                               | Medellín                                                                | Colombia                                                                | 1 – 0                                                                   | Perù                                                                    | Qual. Mondiali 2010                                                     | -                                                                       | 54’                                                                     |
| 9-9-2009                                                                | Montevideo                                                              | Uruguay                                                                 | 3 – 1                                                                   | Colombia                                                                | Qual. Mondiali 2010                                                     | -                                                                       |                                                                         |
| 10-10-2009                                                              | Medellín                                                                | Colombia                                                                | 2 – 4                                                                   | Cile                                                                    | Qual. Mondiali 2010                                                     | -                                                                       | 60’                                                                     |
| 14-10-2009                                                              | Asunción                                                                | Paraguay                                                                | 0 – 2                                                                   | Colombia                                                                | Qual. Mondiali 2010                                                     | -                                                                       | 43’                                                                     |
| 27-5-2010                                                               | Johannesburg                                                            | Sudafrica                                                               | 2 – 1                                                                   | Colombia                                                                | Amichevole                                                              | -                                                                       |                                                                         |
| 30-5-2010                                                               | Milton Keynes                                                           | Nigeria                                                                 | 1 – 1                                                                   | Colombia                                                                | Amichevole                                                              | -                                                                       |                                                                         |
| 9-2-2011                                                                | Madrid                                                                  | Spagna                                                                  | 1 – 0                                                                   | Colombia                                                                | Amichevole                                                              | -                                                                       | 35’                                                                     |
| 26-3-2011                                                               | Madrid                                                                  | Ecuador                                                                 | 0 – 2                                                                   | Colombia                                                                | Amichevole                                                              | -                                                                       |                                                                         |
| 29-3-2011                                                               | L'Aia                                                                   | Cile                                                                    | 2 – 0                                                                   | Colombia                                                                | Amichevole                                                              | -                                                                       | 65’                                                                     |
| 2-7-2011                                                                | San Salvador de Jujuy                                                   | Colombia                                                                | 1 – 0                                                                   | Costa Rica                                                              | Coppa America 2011 - 1º turno                                           | -                                                                       | 33’                                                                     |
| 6-7-2011                                                                | Santa Fe                                                                | Argentina                                                               | 0 – 0                                                                   | Colombia                                                                | Coppa America 2011 - 1º turno                                           | -                                                                       | 7’                                                                      |
| 10-7-2011                                                               | Santa Fe                                                                | Colombia                                                                | 2 – 0                                                                   | Bolivia                                                                 | Coppa America 2011 - 1º turno                                           | -                                                                       |                                                                         |
| 16-7-2011                                                               | Córdoba                                                                 | Colombia                                                                | 0 – 2 dts                                                               | Perù                                                                    | Coppa America 2011 - Quarti di finale                                   | -                                                                       | 104’                                                                    |
| 11-10-2011                                                              | La Paz                                                                  | Bolivia                                                                 | 1 – 2                                                                   | Colombia                                                                | Qual. Mondiali 2014                                                     | -                                                                       |                                                                         |
| 15-11-2011                                                              | Barranquilla                                                            | Colombia                                                                | 1 – 2                                                                   | Argentina                                                               | Qual. Mondiali 2014                                                     | -                                                                       | 77’                                                                     |
| 7-9-2012                                                                | Barranquilla                                                            | Colombia                                                                | 4 – 0                                                                   | Uruguay                                                                 | Qual. Mondiali 2014                                                     | -                                                                       | 78’                                                                     |
| 11-9-2012                                                               | Santiago del Cile                                                       | Cile                                                                    | 1 – 3                                                                   | Colombia                                                                | Qual. Mondiali 2014                                                     | -                                                                       | 57’, 84’                                                                |
| 6-2-2013                                                                | Miami                                                                   | Guatemala                                                               | 1 – 4                                                                   | Colombia                                                                | Amichevole                                                              | 1                                                                       | 70’                                                                     |
| 22-3-2013                                                               | Barranquilla                                                            | Colombia                                                                | 5 – 0                                                                   | Bolivia                                                                 | Qual. Mondiali 2014                                                     | -                                                                       |                                                                         |
| 26-3-2013                                                               | Puerto Ordaz                                                            | Venezuela                                                               | 1 – 0                                                                   | Colombia                                                                | Qual. Mondiali 2014                                                     | -                                                                       |                                                                         |
| 7-6-2013                                                                | Buenos Aires                                                            | Argentina                                                               | 0 – 0                                                                   | Colombia                                                                | Qual. Mondiali 2014                                                     | -                                                                       | 16’ 60’                                                                 |
| 11-6-2013                                                               | Barranquilla                                                            | Colombia                                                                | 2 – 0                                                                   | Perù                                                                    | Qual. Mondiali 2014                                                     | -                                                                       | 83’                                                                     |
| 14-8-2013                                                               | Barcellona                                                              | Colombia                                                                | 1 – 0                                                                   | Serbia                                                                  | Amichevole                                                              | -                                                                       |                                                                         |
| 6-9-2013                                                                | Barranquilla                                                            | Colombia                                                                | 1 – 0                                                                   | Ecuador                                                                 | Qual. Mondiali 2014                                                     | -                                                                       | 84’                                                                     |
| 10-9-2013                                                               | Montevideo                                                              | Uruguay                                                                 | 2 – 0                                                                   | Colombia                                                                | Qual. Mondiali 2014                                                     | -                                                                       | 80’                                                                     |
| 11-10-2013                                                              | Barranquilla                                                            | Colombia                                                                | 3 – 3                                                                   | Cile                                                                    | Qual. Mondiali 2014                                                     | -                                                                       | 46’                                                                     |
| 14-11-2013                                                              | Bruxelles                                                               | Belgio                                                                  | 0 – 2                                                                   | Colombia                                                                | Amichevole                                                              | -                                                                       | 63’                                                                     |
| 19-11-2013                                                              | Amsterdam                                                               | Paesi Bassi                                                             | 0 – 0                                                                   | Colombia                                                                | Amichevole                                                              | -                                                                       | 44’ 46’                                                                 |
| 5-3-2014                                                                | Cornellà de Llobregat                                                   | Colombia                                                                | 1 – 1                                                                   | Tunisia                                                                 | Amichevole                                                              | -                                                                       | 57’                                                                     |
| 31-5-2014                                                               | Buenos Aires                                                            | Colombia                                                                | 2 – 2                                                                   | Senegal                                                                 | Amichevole                                                              | -                                                                       |                                                                         |
| 6-6-2014                                                                | Buenos Aires                                                            | Colombia                                                                | 3 – 0                                                                   | Giordania                                                               | Amichevole                                                              | -                                                                       | 72’                                                                     |
| 14-6-2014                                                               | Belo Horizonte                                                          | Colombia                                                                | 3 – 0                                                                   | Grecia                                                                  | Mondiali 2014 - 1º turno                                                | -                                                                       | 69’                                                                     |
| 19-6-2014                                                               | Brasilia                                                                | Colombia                                                                | 2 – 1                                                                   | Costa d'Avorio                                                          | Mondiali 2014 - 1º turno                                                | -                                                                       | 79’                                                                     |
| 28-6-2014                                                               | Rio de Janeiro                                                          | Colombia                                                                | 2 – 0                                                                   | Uruguay                                                                 | Mondiali 2014 - Ottavi di finale                                        | -                                                                       |                                                                         |
| 10-10-2014                                                              | Harrison                                                                | Colombia                                                                | 3 – 0                                                                   | El Salvador                                                             | Amichevole                                                              | -                                                                       | 82’                                                                     |
| 14-11-2014                                                              | Londra                                                                  | Stati Uniti                                                             | 1 – 2                                                                   | Colombia                                                                | Amichevole                                                              | -                                                                       | 29’ 74’                                                                 |
| 18-11-2014                                                              | Lubiana                                                                 | Slovenia                                                                | 0 – 1                                                                   | Colombia                                                                | Amichevole                                                              | -                                                                       | 57’                                                                     |
| 26-3-2015                                                               | Manama                                                                  | Bahrein                                                                 | 0 – 6                                                                   | Colombia                                                                | Amichevole                                                              | -                                                                       | 76’                                                                     |
| 30-3-2015                                                               | Abu Dhabi                                                               | Kuwait                                                                  | 1 – 3                                                                   | Colombia                                                                | Amichevole                                                              | 1                                                                       | 64’                                                                     |
| 6-10-2016                                                               | Asunción                                                                | Paraguay                                                                | 0 – 1                                                                   | Colombia                                                                | Qual. Mondiali 2018                                                     | -                                                                       | 45+2’                                                                   |
| 11-10-2016                                                              | Barranquilla                                                            | Colombia                                                                | 2 – 2                                                                   | Uruguay                                                                 | Qual. Mondiali 2018                                                     | 1                                                                       |                                                                         |
| 10-11-2016                                                              | Barranquilla                                                            | Colombia                                                                | 0 – 0                                                                   | Cile                                                                    | Qual. Mondiali 2018                                                     | -                                                                       |                                                                         |
| 25-1-2017                                                               | Rio de Janeiro                                                          | Brasile                                                                 | 1 – 0                                                                   | Colombia                                                                | Amichevole                                                              | -                                                                       | 33’ 69’                                                                 |
| 28-3-2017                                                               | Quito                                                                   | Ecuador                                                                 | 0 – 2                                                                   | Colombia                                                                | Qual. Mondiali 2018                                                     | -                                                                       | 66’                                                                     |
| 7-6-2017                                                                | Murcia                                                                  | Spagna                                                                  | 2 – 2                                                                   | Colombia                                                                | Amichevole                                                              | -                                                                       | 67’                                                                     |
| 13-6-2017                                                               | Getafe                                                                  | Camerun                                                                 | 0 – 4                                                                   | Colombia                                                                | Amichevole                                                              | -                                                                       | 77’                                                                     |
| 31-8-2017                                                               | San Cristóbal                                                           | Venezuela                                                               | 0 – 0                                                                   | Colombia                                                                | Qual. Mondiali 2018                                                     | -                                                                       | 75’                                                                     |
| 5-9-2017                                                                | Barranquilla                                                            | Colombia                                                                | 1 – 1                                                                   | Brasile                                                                 | Qual. Mondiali 2018                                                     | -                                                                       |                                                                         |
| 5-10-2017                                                               | Barranquilla                                                            | Colombia                                                                | 1 – 2                                                                   | Paraguay                                                                | Qual. Mondiali 2018                                                     | -                                                                       | 86’                                                                     |
| 10-10-2017                                                              | Lima                                                                    | Perù                                                                    | 1 – 1                                                                   | Colombia                                                                | Qual. Mondiali 2018                                                     | -                                                                       |                                                                         |
| 10-11-2017                                                              | Suwon                                                                   | Corea del Sud                                                           | 2 – 1                                                                   | Colombia                                                                | Amichevole                                                              | -                                                                       | 50’                                                                     |
| 14-11-2017                                                              | Chongqing                                                               | Cina                                                                    | 0 – 4                                                                   | Colombia                                                                | Amichevole                                                              | -                                                                       | 65’                                                                     |
| 23-3-2018                                                               | Saint-Denis                                                             | Francia                                                                 | 2 – 3                                                                   | Colombia                                                                | Amichevole                                                              | -                                                                       | 58’ 67’                                                                 |
| 27-3-2018                                                               | Londra                                                                  | Colombia                                                                | 0 – 0                                                                   | Australia                                                               | Amichevole                                                              | -                                                                       | 46’                                                                     |
| 24-6-2018                                                               | Kazan'                                                                  | Polonia                                                                 | 0 – 3                                                                   | Colombia                                                                | Mondiali 2018 - 1º turno                                                | -                                                                       | 32’                                                                     |
| Totale                                                                  |                                                                         | Presenze                                                                | 71                                                                      |                                                                         | Reti                                                                    | 7                                                                       |                                                                         |